# 陈正青
陈正青（1917年12月—1966年8月27日），男，祖籍福建福州，生于湖南长沙，中国摄影家，曾任新华社摄影部副主任，中国摄影学会常务理事。其代表作《开国大典》是新中国第一幅摄影作品。